# Lavanda dei piedi

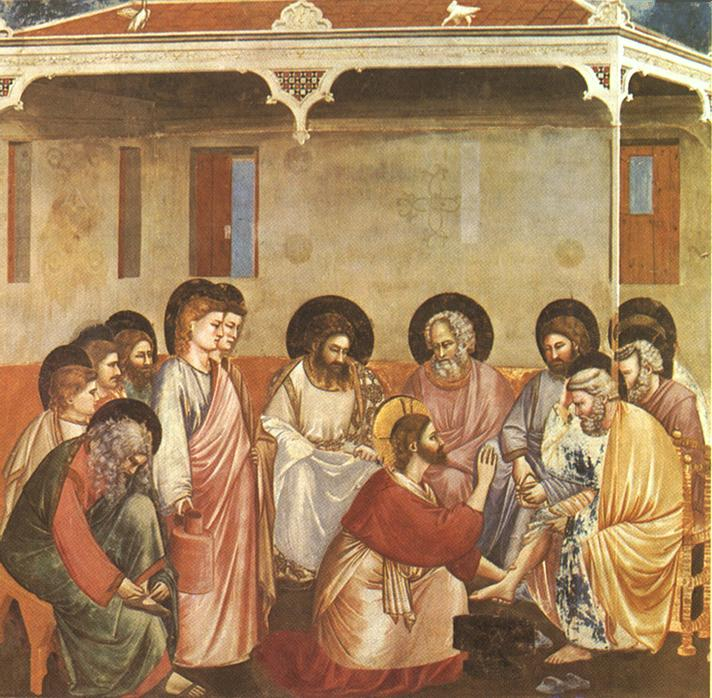
Gesù lava i piedi a Pietro, Giotto, Cappella degli Scrovegni, Padova

La lavanda dei piedi è il gesto che Gesù ha compiuto durante l'Ultima Cena. Il fatto è narrato nel Vangelo secondo Giovanni: 13,1-15.

## Racconto evangelico
Durante la sera gli apostoli e il loro Maestro si riunirono nel luogo scelto da Gesù stesso. I Vangeli divergono riguardo agli avvenimenti succedutisi durante il pasto, in particolare quelli precedenti all'istituzione eucaristica. Giovanni ci rivela già da principio lo stato d'animo di Gesù: "Sapendo che era giunta la Sua ora di passare da questo mondo al Padre, dopo aver amato i Suoi che erano nel mondo, li amò sino alla fine".
I discepoli, ignari degli eventi che sarebbero presto accaduti, da uomini del loro tempo erano in contraddizione a causa dei posti (secondo Luca avviene dopo l'istituzione eucaristica): ognuno di loro desiderava un posto più onorifico e già nascevano le lamentele su chi di loro fosse il più grande fra i dodici. Gesù aveva già precedentemente sedato una discussione simile con una parabola e con la celebre frase: "Gli ultimi saranno i primi".
Ora a quell'umiliante scenata Gesù risponde, secondo Giovanni, con i fatti. Dopo avergli espresso come sia il più grande colui che si renderà schiavo dei suoi fratelli, Egli Si alza dal tavolo, Si cinge al fianco un asciugatoio e, preso un catino, comincia a lavare i piedi ai Suoi discepoli dimostrando come Lui, che era il Maestro, Si era reso il più umile fra loro. Solo Pietro tentò di fermare il gesto del Maestro, dicendo: "Signore, Tu lavi i piedi a me?" e ricevendo come risposta il fatto che, se non avesse accettato questo servigio, non sarebbe stato partecipe con Lui nel Regno dei cieli.

## Caratteristiche
Il rito della cena pasquale ebraica (l'ultima cena di Gesù con i suoi discepoli era con tutta probabilità questa cena pasquale) prevede, al suo inizio, che il capofamiglia lavi le mani dei commensali, prima di iniziare il pasto. Gesù reinterpreta questo gesto, sostituendolo con il lavaggio dei piedi. In genere il gesto del lavare i piedi era riservato ai servi o agli schiavi (ma era proprio anche della moglie verso il marito e del figlio verso il padre), esso è un dunque un gesto di estrema umiltà ed umiliazione, il cui senso è spiegato da Gesù stesso:
Il gesto è riportato dal Vangelo di Giovanni, il quale, a differenza dei cosiddetti Vangeli sinottici (Marco, Luca, Matteo), non racconta l'istituzione dell'Eucaristia. Secondo molti esegeti, questa scelta del Vangelo di Giovanni è dettata dalla data di stesura del testo, scritto forse trenta anni dopo i Vangeli sinottici. Alla fine del I secolo, infatti, le comunità cristiane avevano già assimilato il rito dell'Eucaristia e lo celebravano regolarmente, secondo il comando di Gesù: "fate questo in memoria di Me". Era dunque più utile riferire il fatto della lavanda dei piedi, che offre una interpretazione forte della vita del Maestro, e una chiave di lettura della Messa, la quale non può essere una semplice parentesi culturale, ma deve essere integrata dai discepoli in una vita di autentico servizio.

## Significato
La Chiesa vede nel gesto della lavanda dei piedi un simbolo dell'amore di Dio. Il gesto riassume tutta la vita di Gesù, il quale "non è venuto per essere servito, ma per servire e dare la Propria vita in riscatto per molti" (Mc 10,45).
Lavarsi i piedi gli uni gli altri significa per i cristiani fare memoria dell'amore che Gesù ha avuto per i suoi discepoli.
La Chiesa cattolica rivive il gesto della lavanda dei piedi durante la liturgia del Giovedì santo, nella Messa in Cena Domini. Questa memoria prende anche il nome di Mandatum. I cistercensi praticavano questo gesto settimanalmente, ogni sabato, all'interno della loro comunità.
Nel gesto della lavanda dei piedi Cristo si mostra Servus servorum Dei, vale a dire "servitore fra i servitori di Dio". A Giovanni Battista, che Gesù avrebbe poi definito il più grande fra i nati di donna (Matteo 11:11), ma che non era chiamato da Cristo a far parte dei Dodici per battezzare in acqua e Spirito Santo, fu riservato il privilegio del Battesimo di Gesù in sola acqua. Se il più grande uomo mai vissuto ritenne di non essere degno di legare i lacci dei sandali di Cristo, Dio stesso invece ritenne di dover fare ancora di più del gesto del Battista, lavando i piedi dei Dodici, a partire proprio da Cefa che di lì a poco lo avrebbe rinnegato per tre volte. Servitore dei servitori di Dio è appunto un titolo che spetta ai successori di Pietro, l'apostolo al quale Gesù rese per primo testimonianza.